# La zia smemorata
Pour plus de détails, voir Fiche technique et Distribution.
La zia smemorata est une comédie italienne réalisée par Ladislas Vajda et sortie en 1940.

## Synopsis
Jaloux de sa compagne, l'avocat Alberto Moretti est persuadé qu'elle a passé quelques jours dans un refuge de haute montagne en compagnie de l'ingénieur Paolo Ravelli, un ami de l'avocat. Mais ce n'est qu'un malentendu et, pour clarifier sa position et rétablir la vérité, l'ingénieur propose à son ami et à sa fiancée de retrouver dans le refuge la jeune fille qui s'est fait passer pour la fiancée de l'avocat. Mais le groupe est rejoint par une tante intrusive et excentrique qui, se mêlant de tout, multiplie les quiproquos et les erreurs d'interprétation. Le groupe parvient toutefois à découvrir que la mystérieuse jeune fille n'était pas du tout la petite amie de l'avocat. Les deux jeunes gens calomniés ont réussi à rétablir la vérité mais, en se fréquentant, ils sont aussi tombés amoureux l'un de l'autre. C'est donc finalement l'avocat, jaloux et soupçonneux, qui en subit les conséquences.

## Fiche technique
- Titre original italien  : La zia smemorata[1]
- Réalisateur : Ladislas Vajda
- Scénario : Cesare Meano (it), Ladislas Vajda, Andrea Di Robilant (it), Guglielmo Emanuel (it)
- Photographie : Alberto Fusi
- Montage : Duilio Lucarelli (it)
- Musique : Eldo Di Lazzaro (it)
- Décors : Gastone Medin
- Production : Andrea Di Robilant (it)
- Société de production : Cinematografica Sol
- Pays de production :  Royaume d'Italie
- Langue originale : italien
- Format : Noir et blanc - 1,37:1 - Son mono - 35 mm
- Durée : 65 minutes
- Genre : Comédie
- Dates de sortie :
  - Royaume d'Italie : 1er novembre 1940

## Distribution
- Dina Galli : Tante Giulia
- Nelly Corradi : Maria Giusti
- Osvaldo Valenti : l'ingénieur Paolo Rovelli
- Carlo Campanini : l'avocat Alberto Moretti
- Alanova : Clara, la danseuse
- Umberto Sacripante : le professeur Mannelli
- Claudio Ermelli : Taddeo, le serveur de la cabane
- Guido Notari : le commissaire
- Luigi Erminio D'Olivo : le secrétaire de l'hôtel
- Renato Malavasi : le portier de l'hôtel
- Giulio Battiferri : le serveur du bar
- Pina Piovani : la femme de chambre de Clara
- Daniele Danielli : un officier de police

## Production
Le film, tourné à Cinecittà durant l'été 1940, a été préannoncé avec deux titres provisoires : La zia picchiatella et Passaggio a livello, avant de sortir en salles en novembre de la même année avec le titre définitif. Il obtient le visa de censure no 31144 le 28 octobre 1940. Osvaldo Valenti et Alanova sont doublés en italien respectivement par Sandro Ruffini et Renata Marini.